# No Woman, No Cry
No Woman, No Cry — пісня в стилі регі, що стала всесвітнім хітом у виконанні гурту Bob Marley & The Wailers. У 1974 році вона вийшла на їх студійному альбомі Natty Dread. 
Пісня отримала 37 позицію в списку 500 найкращих пісень усіх часів за версією журналу Rolling Stone.
У концертному варіанті «No woman, no cry» виконувалася в темпі 78 ударів на хвилину, у той час як у студійній - 96-99 ударів на хвилину. У студійній версії використовується драм-машина. Гітарні накладення зробив сесійний музикант Ел Андерсон, який грав у той момент в гурті Shakatu. В альбомі Live! також звучить його гітара.
Можливо, Боб Марлі написав текст до пісні і (або) мелодію; проте, авторські права він віддав Вінсенту Форду. Форду також належать права на три пісні з альбому Rastaman Vibration. Він був другом Марлі і утримував безкоштовну їдальню для бідних в Тренчтауні (Trenchtown), гетто, в Кінгстоні, де виріс Боб Марлі.

## Асоціації
Відмінна риса пісні - задумлива, елегійна органна мелодія, яка звучить на тлі куплетів. Деякі критики вважають, що вона написана під впливом композиції групи Procol Harum - «A Whiter Shade of Pale». Основна гармонія «C - G - Am - F» збігається з піснею The Beatles - Let It Be.